# Brett Dalton
Brett Patrick Dalton (ur. 7 stycznia 1983 w San Jose) – amerykański aktor. W latach 2013–2017 grał Granta Warda w serialu Agenci T.A.R.C.Z.Y.. Wystąpił między innymi w filmach: The Resurrection of Gavin Stone (2017) i Lato we Florencji (2017). W 2021 otrzymał rolę w serialu Chicago Fire.

## Życiorys
Urodził się i dorastał w San Jose w Kalifornii jako syn Jan Irene i Patricka Allena Daltonów. Jego rodzina miała pochodzenie irlandzkie, niemieckie, włoskie i norweskie. Uczęszczał do Westmont High School w Campbell, którą ukończył w 2001. Tam zainteresował się aktorstwem po przesłuchaniu do szkolnej adaptacji teatralnej Lotu nad kukułczym gniazdem. Następnie ukończył studia licencjackie na Uniwersytecie Kalifornijskim w Berkeley, a w 2011 otrzymał dyplom magistra sztuk pięknych po studiach aktorskich na Uniwersytecie Yale.
W listopadzie otrzymał główną rolę w serialu Agenci T.A.R.C.Z.Y., gdzie grał Granta Warda do 2017 roku. W 2021 roku został obsadzony w Chicago Fire jako Jason Pelham.
Dolton wystąpił również w sztukach teatralnych: Romeo i Julia, Misterium męki Pańskiej, Happy Now?, Sweet Bird of Youth and Demon Dreams, Makbet i You Can’t Take It with You.

### Życie prywatne
16 grudnia 2015 poślubił Melissę Trn, z którą ma córkę Sylvię (ur. 2012). W 2019 doszło do rozwodu.

## Filmografia

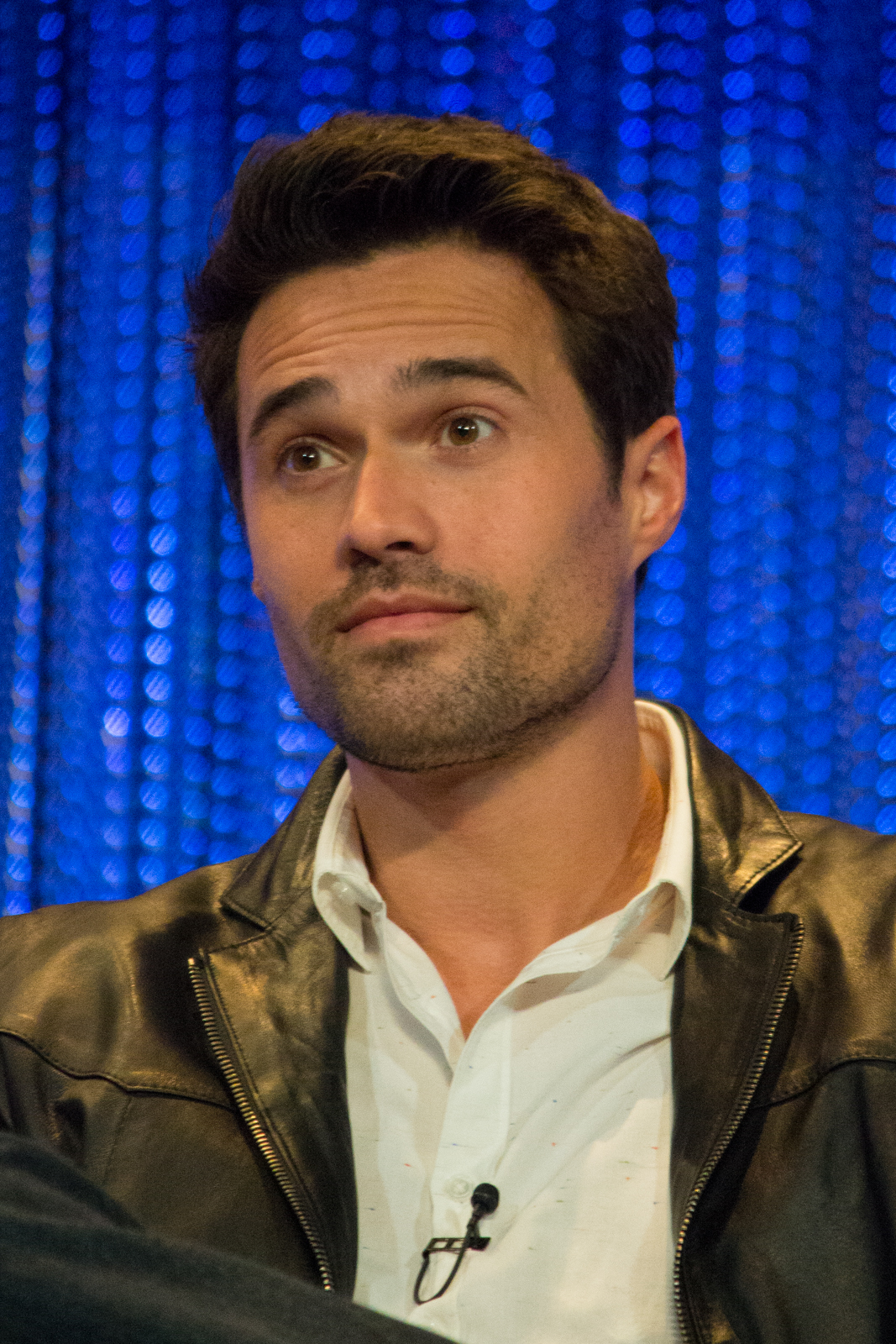
Brett Dalton w 2014 roku

| Rok       | Tytuł                           | Rola                            | Uwagi                    | Przypis |
| --------- | ------------------------------- | ------------------------------- | ------------------------ | ------- |
| 2012      | Zaprzysiężeni                   | Phillip Gibson                  | Serial telewizyjny       | [ 8 ]   |
| 2012      | Poślubione armii                | Henry                           |                          | [ 8 ]   |
| 2013      | Beside Still Waters             | James Miller                    |                          | [ 8 ]   |
| 2013      | Killing Lincoln                 | Robert Todd Lincoln             |                          | [ 2 ]   |
| 2013–2017 | Agenci T.A.R.C.Z.Y.             | Grant Ward                      | Serial telewizyjny       | [ 4 ]   |
| 2015      | Jake i piraci z Nibylandii      | Talon                           | Serial telewizyjny, głos | [ 8 ]   |
| 2015      | Robot Chicken                   | różne role                      | Serial telewizyjny, głos | [ 8 ]   |
| 2016      | Until Dawn                      | Michael Munroe                  | Gra komputerowa, głos    | [ 2 ]   |
| 2017      | The Resurrection of Gavin Stone | Gavin Stone                     |                          | [ 8 ]   |
| 2017      | Lato we Florencji               | Eric Lombard                    |                          | [ 8 ]   |
| 2017–2019 | Prawo Milo Murphy’ego           | Brick                           | Serial telewizyjny, głos | [ 8 ]   |
| 2018      | Cooking with Love               | Stephen Harris                  |                          | [ 8 ]   |
| 2018      | Elementary                      | Ryan Hayes                      | Serial telewizyjny       | [ 8 ]   |
| 2018      | Iluzja                          | Isaac Walker                    | Serial telewizyjny       | [ 8 ]   |
| 2018      | Once Upon a Christmas Miracle   | Christopher Dempsey             |                          | [ 8 ]   |
| 2020      | Superman: Man of Tomorrow       | Rudolph „Rudy” Jones / Parasite | Głos                     | [ 8 ]   |
| 2020      | Just My Type                    | Martin Clayborne                |                          | [ 8 ]   |
| 2021      | Autor widmo                     | Vincent                         | Serial telewizyjny       | [ 9 ]   |
| 2021      | One December Night              | Jason                           |                          | [ 8 ]   |
| 2021–2022 | Chicago Fire                    | Jason Pelham                    | Serial telewizyjny       | [ 8 ]   |

## Nagrody i nominacje
| Rok  | Nagroda                                               | Kategoria                                    | Produkcja           | Reazultat | Przypis |
| ---- | ----------------------------------------------------- | -------------------------------------------- | ------------------- | --------- | ------- |
| 2014 | Teen Choice Awards                                    | Telewizyjny przełomowy męski występ aktorski | Agenci T.A.R.C.Z.Y. | Wygrana   | [ 10 ]  |
| 2016 | Teen Choice Awards                                    | Najlepszy telewizyjny złoczyńca              | Agenci T.A.R.C.Z.Y. | Nominacja | [ 11 ]  |
| 2016 | National Academy of Video Game Trade Reviewers Awards | Najlepszy dramatyczna rola drugoplanowa      | Until Dawn          | Nominacja | [ 2 ]   |